# Tadeusz Buraczewski
Tadeusz Buraczewski (ur. 1949 w Tykocinie, zm. 23 listopada 2024) – polski inżynier, absolwent Politechniki Gdańskiej, specjalista od turbin wodnych, energetyk, satyryk i pisarz. Budowniczy zakładów przemysłowych w Polsce i byłej NRD.

## Życiorys
Aktywny twórca polskiej sceny kabaretowej. Współtworzył kabarety studenckie „Ad Hoc” i „Jelita”. Inicjator trzech imprez: Ogólnopolskiego Gdyńskiego Konkursu Satyrycznego „O Grudę Bursztynu”, Gdyńskiego Konkursu Satyrycznego „O Strusie Jajo” i Kaszubskiego Turnieju Satyrycznego w Pucku.
Kierownik literacki i założyciel gdyńskiego kabaretu UNIQ. Stały współpracownik Programu III Polskiego Radia (magazyn „Parafonia”), satyrycznego miesięcznika „Twój Dobry Humor”, Radia Gdańsk, Radia Eska Nord, pomorskiej prasy lokalnej, magazynu satyrycznego „Nasza Karuzela” oraz Magazynu „Obywatel”.
Wydał tomiki satyryczne: Ironezje, Ironezje & Tykocino, Ironezje II, Igielnik, V oraz Obłędnik, a także Ironezje wybrane.